# Coleophora vagans
Coleophora vagans é uma espécie de mariposa do gênero Coleophora pertencente à família Coleophoridae.